# Лезаря (комуна)
Лезаря (рум. Lăzarea) — комуна у повіті Харгіта в Румунії. До складу комуни входять такі села (дані про населення за 2002 рік):
- Гідуц (172 особи)
- Лезаря (3435 осіб) — адміністративний центр комуни

Комуна розташована на відстані 260 км на північ від Бухареста, 47 км на північний захід від М'єркуря-Чука, 147 км на схід від Клуж-Напоки, 121 км на північ від Брашова.

## Населення
За даними перепису населення 2002 року у комуні проживали 3607 осіб.
Національний склад населення комуни:
| Національність | Кількість осіб | Відсоток |
| -------------- | -------------- | -------- |
| угорці         | 3503           | 97,1%    |
| румуни         | 58             | 1,6%     |
| цигани         | 44             | 1,2%     |
| німці          | 1              | < 0,1%   |
| чанго          | 1              | < 0,1%   |

Рідною мовою назвали:
| Мова      | Кількість осіб | Відсоток |
| --------- | -------------- | -------- |
| угорська  | 3515           | 97,4%    |
| румунська | 67             | 1,9%     |
| циганська | 24             | 0,7%     |
| німецька  | 1              | < 0,1%   |

Склад населення комуни за віросповіданням:
| Релігія            | Кількість осіб | Відсоток |
| ------------------ | -------------- | -------- |
| римо-католики      | 3471           | 96,2%    |
| православні        | 63             | 1,7%     |
| реформати          | 42             | 1,2%     |
| адвентисти         | 8              | 0,2%     |
| унітарії           | 4              | 0,1%     |
| п'ятдесятники      | 3              | 0,1%     |
| греко-католики     | 1              | < 0,1%   |
| не релігійні       | 1              | < 0,1%   |
| не вказали релігію | 8              | 0,2%     |